# Jaap van der Gouw
Jacobus Leonardus (Jaap) van der Gouw (Zwolle, 24 december 1914 – Leiderdorp, 12 september 1992) was de algemene rijksarchivaris tussen 1966 en 1968 en hoogleraar.

## Biografie
Van der Gouw begon als onderwijzer in het openbaar lager onderwijs waarna hij de archiefopleiding doorliep en verschillende functies bij de Rijksarchiefdienst vervulde. Onder andere vanaf 1947 als secretaris van het Algemeen Rijksarchief. Tussen 1957 en 1966 was Van der Gouw provinciaal archiefinspecteur van Zuid-Holland. In 1966 werd hij benoemd tot algemene rijksarchivaris. Na twee jaar stapte Van der Gouw op na een conflict over de door hem gewenste modernisering van de Rijksarchiefdienst.
Nadien was Van der Gouw onder andere in dienst bij de Universiteit van Amsterdam als buitengewoon hoogleraar in de archiefwetenschap en de paleografie van de 14de tot de 17de eeuw.